# NGC 3476
NGC 3476 (NGC 3480) je eliptična galaktika u zviježđu Lavu. Naknadno je utvrđeno da je to ista galaktika kao i NGC 3480.

## Vanjske poveznice
- (eng.) SEDS: NGC 3476
- (eng.) Revidirani Novi opći katalog
- (eng.) Izvangalaktička baza podataka NASA-e i IPAC-a
- (eng.) Astronomska baza podataka SIMBAD
- (eng.) VizieR